# Kostel svatého Václava (Žitovlice)
Římskokatolický farní kostel svatého Václava v Žitovlicích je pozdně barokní sakrální stavba. Od roku 1965 je chráněn jako kulturní památka.

## Historie
Kostel byl postaven v letech 1769–1772. Obnoven byl roku 1863.

## Architektura
Jedná se o jednoldoní, obdélný kostel se čtvercovým presbytářem a s hranolovou věží nad západním průčelím. Průčelí je členěno pilastry. Ve středním rizalitu je obdélný portál s prolamovanou římsou v nadpraží. Nad portálem je obdélné okno zaončené nepravidelným segmentem. Po stranách jsou obdobně zakončená okna. Hranolová věž je v nároží zesílená pilastry. V nejvyšším patře je věž osmiboká, krytá kupolovou bání.
Stěny kostela jsou uvnitř členěny polopilíři, které jsou zdobené pilastry s bohatě zalamovanou římsou. Presbytář i loď kostela jsou sklenuty plackovou klenbou.

## Zařízení
Zařízení kostela je barokní, pocházející ze stejného období kdy byl stavěn kostel. Upraveno bylo J. Stoklasou ml. Na hlavním oltáři je obraz sv. Václava s Radslavem od J. Hellicha z roku 1863, který se nachází mezi sochami sv. Vojtěcha a sv. Prokopa. Kazatelna je barokní a pochází ze stejného období. Obrazy jsou ze 2. poloviny 19. století. Křtitelnice je mramorová. Dřevěný krucifix pochází z roku 1902.

## Okolí kostela
Nedaleký železný kříž je z roku 1833.